# Ликшин Евіла
Доктор Ликшин Евіла — метеоролог із Національного ураганного центру (НУЦ). Він є старшим спеціалістом з ураганів із 1987 року та має найбільший стаж роботи у штаті серед старших спеціалістів. Ликшин Евіла є єдиним американцем кубинського походження серед працівників та вільно володіє англійською та іспанською мовами. Евіла, подібно до свого колеги Джеймса Франкліна, час від часу висловлює свою думку жартома, особливо коли розмова доходить до порад. Наприклад, під час існування урагану-рекордсмена Епсилона 2005 року, він висловив своє розчарування тим, що ураган відмовився послаблюватись, незважаючи на те, що Евіла не раз це передбачав:
|  | Точних причин немає... і я не буду нічого видумувати... щоб пояснити недавнє посилення Епсилону, я просто констатую факти. |